# Phyllanthus nigericus
Phyllanthus nigericus är en emblikaväxtart som beskrevs av John Patrick Micklethwait Brenan. Phyllanthus nigericus ingår i släktet Phyllanthus och familjen emblikaväxter. Inga underarter finns listade i Catalogue of Life.